# Walter Heinrich Dammann
Walter Heinrich Dammann, meist Walter H. Dammann, (* 23. Juli 1883 in Hamburg; † 11. September 1926 in Flensburg) war ein deutscher Kunsthistoriker und Museumsleiter.

## Leben
Dammann war der Sohn des Hamburger Kaufmanns Heinrich Dammann und dessen Ehefrau Anna Dammann geb. Stürken. Er legte an der Gelehrtenschule des Johanneums in Hamburg die Reifeprüfung ab und studierte ab 1902 Architektur an der Technischen Hochschule (Berlin-)Charlottenburg und der Technischen Hochschule Stuttgart, dann ab 1905 Kunstgeschichte an der Universität Kiel bei Carl Neumann und beendete dieses Studium 1908 an der Universität Straßburg bei Georg Dehio und Johannes Ficker. Mit einer Dissertation über die Michaeliskirche in Hamburg wurde er zum Dr. phil. promoviert. Durch die Dissertation wurde der Hamburger Museumsdirektor Alfred Lichtwark auf ihn aufmerksam. Dammann gehörte zum Freundeskreis um den Hamburger Maler Franz Nölken, dessen Schwester Emilie er heiratete. Dammann habilitierte sich 1910 mit seiner Schrift Panorama und Tafellandschaft an der Technischen Hochschule Darmstadt für Neuere Kunstgeschichte und war bis zum Wintersemester 1912/1913 dort als Privatdozent tätig. 1913 reiste er mit Franz Nölken und Friedrich Ahlers-Hestermann nach Paris. Wirtschaftliche Gründe zwangen ihn zur Aufgabe der akademischen Laufbahn. Er ging nach Hamburg zurück, war zunächst als freier Schriftsteller und als Mitarbeiter der Tageszeitung Hamburger Fremdenblatt tätig. Im Juli 1914 wurde er Mitarbeiter des Museums für Kunst und Gewerbe unter Justus Brinckmann. 1919 war er einer der Kandidaten für die vakante Direktorenstelle des Museums Moritzburg in Halle. 1921 wurde er Direktor des Kunstgewerbemuseums der Stadt Flensburg, für das er das 1937 als „entartet“ beschlagnahmte Gemälde Herbstmeer X von Emil Nolde erwarb. Dammanns Versuche, der Moderne in Flensburg zum Durchbruch zu verhelfen, stießen auf massiven Widerstand, als er 1922 dem jungen Grafiker Herbert Marxen den Auftrag für die Gestaltung des Plakats der Nordmarktage übertrug. Zusammen mit Harry Schmidt begründete er 1923 das Jahrbuch Nordelbingen. Dammann hatte auch literarische und künstlerische Ambitionen und entwarf 1922 das Bühnenbild für eine Inszenierung von Hebbels „Genoveva“ im Flensburger Theater. Damann, der schwer leidend unter den ungünstigen äußeren Verhältnissen seine Fähigkeiten in Flensburg nur in geringem Maße hatte zur Geltung bringen können, starb an einer Lungenkrankheit, die ihn seit der Zeit des Studiums geplagt hatte.

## Schriften (Auswahl)
- Die Sankt Michaeliskirche zu Hamburg und ihre Erbauer. Ein Beitrag zur Geschichte der neueren protestantischen Kirchenbaukunst. Dieterich’sche Verlags-Buchhandlung Weicher, Leipzig 1909. (= Studien über christliche Denkmäler, Band 7/8.) (Digitalisat)
- Panorama und Tafellandschaft. Anfänge und Frühzeit der Landschaftsmalerei in Hamburg bis 1830. Lütcke & Wulff, Hamburg 1910. (Digitalisat)
- Die deutsche Dorfkirche. Strecker & Schröder, Stuttgart 1910. (= Kunst und Kultur, Band 7.)
- Lindenfels. Kindt, Gießen 1913.
- Die Kunstdenkmaeler der Kreises Bensheim. Großherzoglicher Staatsverlag, Darmstadt 1914. (Digitalisat)
- Die Welt um Rembrandt. Quelle & Meyer, Leipzig 1920.
- Alt-Babylonien und Alt-Aegypten. Hamburgisches Museum für Kunst und Gewerbe, Hamburg 1921. (= Führer durch das Hamburgische Museum für Kunst und Gewerbe, Band 1.)